# Moyrazès
Moyrazès – miejscowość i gmina we Francji, w regionie Oksytania, w departamencie Aveyron. W 2013 roku jej populacja wynosiła 1156 mieszkańców. Na terenie gminy rzeka Lenne uchodzi do Aveyron. 